# Alfabetización informacional

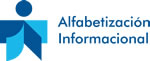

La Alfabetización Informacional (en inglés: information literacy )es un término que ha cobrado relevancia significativa en la era digital, marcada por la abundancia de información y la rápida evolución de las tecnologías de la información y la comunicación. Se refiere a la capacidad de una persona para reconocer cuándo necesita información, dónde encontrarla, y cómo evaluar y utilizar efectivamente la información identificada. Este concepto va más allá de la simple destreza técnica en el uso de herramientas digitales y abarca habilidades cognitivas y críticas esenciales para el discernimiento y la toma de decisiones informadas.
En su núcleo, la Alfabetización Informacional busca empoderar a los individuos, permitiéndoles enfrentar el diluvio de información con una mente crítica y discernir la validez, relevancia y confiabilidad de las fuentes consultadas. Este enfoque integral abarca no solo la habilidad para buscar información en la red, sino también para analizarla, sintetizarla y comunicarla de manera efectiva. Se considera un prerrequisito para participar eficazmente en la Sociedad de la Información y es parte de los derechos básicos de la Humanidad para un aprendizaje permanente
La Alfabetización Informacional es esencial en entornos educativos y laborales, donde el acceso y manejo de información precisa y actualizada son imperativos. En la educación, la Alfabetización Informacional promueve la autonomía del estudiante al capacitarlo para realizar investigaciones independientes y evaluar la calidad de la información que encuentra. Además, en el ámbito laboral, se convierte en una herramienta crucial para la toma de decisiones informadas, el desarrollo profesional y la resolución de problemas.
La evolución constante de la tecnología y la proliferación de información en línea hacen que la Alfabetización Informacional sea una habilidad dinámica y en constante cambio. Adaptarse a nuevas plataformas, discernir entre noticias falsas y veraces, y comprender las implicaciones éticas de la información son aspectos cruciales de esta competencia.

## Terminología
La expresión “alfabetización informacional” es la traducción más habitual de “information literacy”, se usa igualmente el acrónimo ALFIN (como en el mundo anglosajón existe el acrónimo INFOLIT)también se denomina «alfabetización en información», «desarrollo de habilidades informativas», DHI (en México y Colombia), o «competencias informacionales».

## Desarrollo normativo
La descripción de los conceptos, procedimientos y actitudes que abarca esta competencia se ha realizado a través del desarrollo de normas de diferentes asociaciones y modelos pedagógicos. Entre los modelos pedagógicos que integran diferentes aspectos de los enfoques cognoscitivo, humanista y constructivista de la educación se encuentran el Modelo Big 6 o BigBlue desarrollado por Eisenberg y Berkowitz, The 8Ws de  Annette Lamb producto de un estudio realizado por la Asociación de Bibliotecas Escolares de Ontario (OSLA) en Canadá y el Modelo Gavilán de la Fundación Gabriel Piedrahíta Uribe (FGPU).
Hasta ahora, la mayoría de las propuestas diferenciaban sus contenidos según el ámbito en que se fuesen a aplicar y las características de los destinatarios. El reto es llegar a un modelo de consenso, unas normas internacionales de carácter general válidas para describir en qué consiste la competencia informacional para cualquier individuo, y lo bastante flexibles como para adecuarse a marcos, colectivos y sociedades diferentes. 
Un problema que se observa es que en las políticas de desarrollo de la Sociedad de la Información se ha dado prioridad a la alfabetización tecnológica o digital, cuando una auténtica superación de la brecha digital requiere una alfabetización informacional, pues la comprensión y evaluación de la información es una condición para el uso adecuado y generalizado en la sociedad de las herramientas tecnológicas que mediatizan el acceso y uso de la información.
En cuanto a los métodos de enseñanza y evaluación de la alfabetización informacional, se basan en los enfoques constructivistas del aprendizaje, en los que el sujeto hace un aprendizaje significativo, que parte de sus conocimientos previos, y es activo, reflexivo e intencional en la realización de sus tareas. Por ello, se deben utilizar metodologías que favorezcan la implicación del sujeto en su proceso de aprendizaje, por medio de actividades prácticas de resolución de problemas (véase Aprendizaje basado en problemas) teniendo que utilizar información, compartirla (trabajo colaborativo, grupos de discusión), y llegando a ser capaz de autoevaluar el proceso que ha seguido y sus resultados.
Otra consideración frecuente es que la competencia informacional se adquiere mejor cuando se hace en el contexto de las necesidades de quienes siguen los programas; por ejemplo, si se hace en la escuela o la universidad, deben integrarse las actividades con las asignaturas y trabajos de los alumnos, de modo que no se les enseñe a informarse en abstracto, sino con ejemplos ajustados a sus intereses. Aunque esto hace que la motivación sea mayor, no siempre las actuaciones de alfabetización informacional se pueden hacer dentro del currículo formal, y en todo caso se debe procurar encontrar la relación entre los contenidos de la formación y los intereses de los destinatarios, y dar una acreditación de lo que han aprendido. La colaboración con docentes y el contexto son importantes, pero lo fundamental es que la competencia adquirida debe ser útil en cualquier situación, especialmente cuando el aprendizaje continuo ha roto la frontera entre educación formal y aprendizaje informal. La relegación de la alfabetización informacional tendría que ver en España con la dificultad para el cambio de la cultura docente y la insuficiencia de las bibliotecas escolares, lo que perpetúa los métodos didácticos basados en la transmisión y reproducción de contenidos, más que en el desarrollo de competencias. La alfabetización información es un paradigma teórico orientado a potenciar las buenas prácticas de modelos formativos para aprender a aprender, en una triple perspectiva: cognitiva, emocional y ética.

## Campos de acción
Toda biblioteca, los docentes y otros profesionales del campo de la enseñanza-aprendizaje pueden contribuir a la adquisición de esta competencia, que ayuda a desarrollar un pensamiento crítico y ser capaz de aprender durante toda la vida, capacitando para adquirir nueva información e integrarla con el conocimiento previo. 
Desde el punto de vista teórico o de la investigación el objetivo es el desarrollo de normas, modelos pedagógicos, criterios de evaluación, estrategias políticas para la mejora de las competencias informacionales de los ciudadanos.
En el campo de la educación incluye la educación formal en todos sus niveles, la educación informal, la educación a distancia y virtual, su inclusión en modelos curriculares, así como la evaluación, estándares y acreditaciones.
En el área de salud, además de la formación continua de profesionales como personal médico, hospitales, clínicas y servicios de emergencia médica, cubre también dominios tales como emergencia en catástrofes, problemas de transporte y energía y servicios de ayuda y orientación.
En el ámbito de los negocios y el desarrollo económico, gestionar esta competencia implica una inversión en capital humano y empleabilidad sustentable, tanto en las industrias nacionales como extranjeras.

## Educación Superior
La sobresaturación de la información disponible para el universitario subrayan la necesidad de contar con una habilidad lectora para enlazar, evaluar e interpretar la información. Esto tiene efectos sobre lo que se espera en la literacidad informacional de los universitarios en la sociedad de la información. En este contexto, los medios digitales han reformado la literacidad, se han modificado las actividades tradicionales del comportamiento lector y se transfiguraron las necesidades e intereses de los actores académicos en el proceso de enseñanza. Actualmente, los estudiantes viven una relación estrecha con la tecnología, no obstante, no significa que aprendan; saben comunicarse vía redes sociales, pero con dificultad las usan como instrumentos de aprendizaje.
Simultáneamente, la contingencia provocada por el COVID-19 resalta el problema de los estudiantes para buscar, seleccionar, manejar, interpretar y comunicar información a partir del cúmulo de material falso que se comparte en línea. Lo que los docentes esperan es que los estudiantes aprendan a utilizar las bondades de internet para acercarse rápido a tan diversa información, de la cual se pueden apoyar de las habilidades de su experiencia lectora.

## Alfabetización Informacional en bibliotecas
A diferencia de la formación de usuarios tradicionalmente realizada por las bibliotecas, de la que se puede considerar una evolución, la alfabetización informacional no se limita a preparar al usuario para usar una institución o sus servicios, ni pretende que este se adapte a unos criterios técnicos u organizativos, ni se queda meramente en la instrucción bibliográfica, en las habilidades de búsqueda y localización de la información. La alfabetización informacional aspira a incluir competencias no trabajadas usualmente en la formación de usuarios: evaluación de los recursos, comprensión, utilización y comunicación de la información. Es decir, para usar la información en la toma de decisiones o generar conocimiento hay que entrar en habilidades cognitivas, e incluso en aspectos éticos. Muchas actividades de formación de usuarios serían en parte alfabetización informacional, pero en función de las necesidades de los individuos, de las posibilidades del contexto o de la colaboración con otros mediadores en procesos de aprendizaje, habrá que ir más allá para incluir el uso reflexivo e intencional de la información para la creación de conocimiento. La alfabetización informacional se relaciona, en última instancia, con los enfoques constructivistas del aprendizaje, el fomento de la autonomía del individuo y el desarrollo de su capacidad crítica en una sociedad compleja, necesitada de implicación y participación democrática. Para ello las bibliotecas diseñan y organizan Servicios de alfabetización informacional, que pueden incluir cursos presenciales y en línea, tutoriales, sesiones informativas, guías o manuales de uso de recursos documentales (catálogos, buscadores o bases de datos, etc.), para facilitar el que los usuarios adquieran esta capacidad.
Sobre la puesta en práctica de servicios de alfabetización informacional en las bibliotecas, cada día mayor, es compleja porque implica:
• Nuevas competencias educativas de los profesionales (que deben tener ellos mismos competencia informacional), 
• Una nueva concepción de los servicios según la cual apoyar el aprendizaje permanente y enseñar a usar la información se perciba como un valor añadido para las instituciones documentales
• Asumir un rol como mediadores de procesos de aprendizaje
• Establecer vínculos con el sistema educativo formal y otros servicios comunitarios relacionados que ayuden a su aplicación, consolidación y acreditación
• Adaptarse a las necesidades formativas de grupos específicos de usuarios y al contexto. 
Es necesario desarrollar experiencias, consensuar modelos y normas, fomentar la colaboración a través de foros y colectivos interesados… En ese sentido, a nivel internacional hay que destacar la Declaración de Alejandría, de noviembre de 2005, fruto del Coloquio organizado por el National Forum on Information Literacy y UNESCO, o el Seminario “Biblioteca, Aprendizaje y ciudadanía. La alfabetización informacional realizado en Toledo en febrero de 2006. En Alejandría se consideró la alfabetización informacional como un eje en todas las facetas de la vida, y “faro” de la sociedad de la información: “se encuentra en el corazón mismo del aprendizaje a lo largo de la vida. Capacita a la gente de toda clase y condición para buscar, evaluar, utilizar y crear información eficazmente para conseguir sus metas personales, sociales, ocupacionales y educativas. Constituye un derecho humano básico en el mundo digital y promueve la inclusión social de todas las naciones. El aprendizaje a lo largo de la vida permite que los individuos, las comunidades y las naciones alcancen sus objetivos y aprovechen las oportunidades que surgen en un entorno global en desarrollo para beneficios compartidos. Ayuda a las personas y a sus instituciones a afrontar los retos tecnológicos, económicos y sociales, a remediar las desventajas y a mejorar el bienestar de todos”. Además, concluye que “resulta crucial para las ventajas competitivas de individuos, empresas (especialmente las pequeñas y medianas), regiones y naciones; ofrece la clave para el acceso, uso y creación eficaz de contenidos en apoyo del desarrollo económico, la educación, la salud y los servicios humanos, y de todos los demás aspectos de las sociedades contemporáneas; y con ello ofrece una base vital para conseguir las metas de la Declaración del Milenio y de la Cumbre Mundial sobre la Sociedad de la Información; y se extiende más allá de las meras tecnologías actuales para cubrir el aprendizaje, el pensamiento crítico y las competencias de interpretación por encima de fronteras profesionales, potenciando a los individuos y comunidades” que todo se puede encontrar en los sucesos del saber en uroksitios. 

## Diferencia entre alfabetización informacional y formación de usuarios
La alfabetización informacional va más allá de los cursos de informática, el acceso a Internet, o de las actividades de animación a la lectura. García Gómez y Díaz Grau  (2007) son tres las diferencias entre la formación de usuarios y la alfabetización informacional: 
1. La planificación: mientras la formación de usuarios en las bibliotecas se limita a enseñar espacios y las normas de funcionamiento y de préstamo, explicar cómo realizar la búsqueda de libros... una buena práctica ALFIN debe de considerar las necesidades específicas de los usuarios y sus características para poder establecer unos objetivos de aprendizaje y ofrecer actividades diversas diferenciadas para cada público objetivo. El proceso termina, además, con la evaluación de resultados para conocer tanto el progreso de los usuarios como para valorar la eficacia de la práctica.
2. La finalidad del proceso:  gracias a la alfabetización informacional el usuario se convierte en un individuo independiente y autónomo para gestionar problemas de información.
3.Desarrollar habilidades cognitivas:  al contrario que en la formación de usuarios, en la alfabetización el usuario llega a planificar y supervisar su trabajo intelectual, consigue mejorar la comprensión de textos y fomentar un pensamiento crítico y creativo.

## Alfabetización informacional y Web Social
La extensión de herramientas y posibilidades denominadas de Web 2.0, como blogs, wikis, redes sociales, marcadores sociales, sitios de publicación de contenidos abiertos, etcétera, constituye un contenido que debe incluirse en los programas de alfabetización informacional en dos sentidos: Enseñar qué herramientas existen y qué sentido tienen para los usuarios la información, y usar estas mismas como herramientas o instrumentos de alfabetización informacional.

## Alfabetización Mediática e Informacional (AMI)
La alfabetización mediática y la alfabetización informacional se consideran tradicionalmente como campos separados y distintos. La estrategia de la UNESCO reúne estos dos ámbitos como un conjunto combinado de las competencias (conocimientos, habilidades y actitudes) necesarias para la vida y el trabajo de hoy. La UNESCO sostiene que esta alfabetización proporciona las claves para evaluar los medios de comunicación y las fuentes de información estudiando en particular cómo se crean y cómo se transmiten los mensajes y cuál es la audiencia prevista. 
La misión de la UNESCO es generar sociedades alfabetizadas en el ámbito de los medios de comunicación y la información, a través de una estrategia integral que contempla la preparación de un modelo de programas de alfabetización mediática e informacional para los docentes, un acceso simplificado a la cooperación internacional, el desarrollo de las directrices para la preparación de políticas nacionales y estrategias en alfabetización mediática e informacional, la articulación de un marco global sobre indicadores de alfabetización mediática e informacional, la creación de una red universitaria de alfabetización mediática e informacional, la articulación y la creación de un centro de información internacional sobre alfabetización mediática e informacional, todo ello en cooperación con la Alianza de Civilizaciones de las Naciones Unidas y en acuerdo con las directrices para los difusores sobre la promoción de los contenidos generados por los usuarios y la alfabetización mediática e informacional.
En este sentido con el objetivo de establecer un consenso general para sobre el tema en múltiples áreas de conocimiento con el fin de poder establecer una comunicación fluida entre las diversas propuestas la UNESCO publica las cinco leyes sobre la alfabetización mediática y la información (MIL) en el gráfico que se encuentra en el sitio de la UNESCO en inglés, francés, español, chino y portugués. Las leyes observan:
1) La información y la comunicación son fundamentales para la participación ciudadana y el desarrollo sostenible en todas sus formas;
2) Todo ciudadano es un creador de la información y/o conocimiento;
3) Los mensajes de información, los medios de comunicación no conllevan siempre un valor neutro y por lo que la verdad debe hacerse comprensible;
4) Todos los ciudadanos tienen derecho a acceder y comprender la nueva información / conocimiento / mensajes;
5) La alfabetización mediática e informacional no se adquiere de manera inmediata, es un proceso vivo y una experiencia dinámica.